# وستپورت (کنتیکت)
وستپورت، کنتیکت (به انگلیسی: Westport, Connecticut) یک شهرک در ایالات متحده آمریکا است که در کنتیکت واقع شده‌است.

## خصوصیات
وستپورت ۸۶٫۲ کیلومترمربع مساحت و ۲۶٬۳۹۱ نفر جمعیت دارد و ۸ متر بالاتر از سطح دریا واقع شده‌است.